# Kyllinga
Kyllinga  Rottb. é um género botânico pertencente à família Cyperaceae.
O gênero é composto por aproximadamente 210 espécies.

## Principais espécies
| - Kyllinga brevifolia - Kyllinga caespitosa - Kyllinga cruciformis - Kyllinga laxa - Kyllinga martiana - Kyllinga monocephala | - Kyllinga pumila' - Kyllinga odorata - Kyllinga squamulata - Kyllinga triceps - Kyllinga vaginata |